# Gunnar Norén
Sven Gunnar Norén, född den 27 februari 1920 i Grytnäs församling, Kopparbergs län, död den 16 april 2013 i Örebro, var en svensk militär.
Norén avlade studentexamen 1939. Han blev officer inom luftvärnet 1943, löjtnant där 1945 och kapten 1953. Som sådan övergick Norén till fortifikationskåren 1957. Han befordrades till major där 1961, till överstelöjtnant 1965, till överste 1969 och till överste av första graden 1972. Norén tjänstgjorde inom fortifikationsförvaltningen 1965–1980 och var chef för befästningsavdelningen där 1972–1980. Han blev riddare av Svärdsorden 1962, kommendör av samma orden 1972 och kommendör första klassen 1974.